# Gunung Sekincau
Gunung Sekincau är ett berg i Indonesien.   Det ligger i provinsen Lampung, i den västra delen av landet, 300 km väster om huvudstaden Jakarta. Toppen på Gunung Sekincau är 1 719 meter över havet.
Terrängen runt Gunung Sekincau är huvudsakligen lite bergig. Gunung Sekincau är den högsta punkten i trakten. Runt Gunung Sekincau är det ganska tätbefolkat, med 139 invånare per kvadratkilometer. I omgivningarna runt Gunung Sekincau växer i huvudsak städsegrön lövskog.